# Rue Albert Meunier
La rue Albert Meunier est une rue bruxelloise de la commune d'Auderghem dans le quartier Transvaal, qui relie la chaussée de Wavre avec le square du Sacré-Cœur sur une longueur de 280 mètres.

## Historique et description

### Quartier du Transvaal
La rue fut créée à l’époque où U. Marga installa une fabrique de munitions dans le quartier de Ten Bruxken, en 1898. Plusieurs ouvriers de cette entreprise y furent logés. Comme on y fabriquait des cartouches pour les Boers du Transvaal, le quartier fut désigné par les autochtones sous l’appellation du Transvaal. 
En 1901, les autorités communales donnèrent ce nom à ce chemin, qui relia la chaussée de Wavre au chemin menant d’Auderghem à Boitsfort.
Pavée en 1903, la rue du Transvaal changea encore de nom :
- le 1er janvier 1917, parce qu'une rue d'Anderlecht portait déjà le nom Transvaal, il fut décidé de l’appeler rue de l’Homme de Bien (Goedmenschstraat). Un bienfaiteur ayant fait don à des nécessiteux de quelques immeubles de la rue aurait motivé ce choix ;
- par décision du 13 août 1946, la rue porte le nom d’Albert Meunier, né le 6 avril 1898 à Saint-Gilles, décapité le 17 juin 1944 à Wolfenbuttel en Allemagne en tant que résistant lors de la Seconde Guerre mondiale[1].

Le hameau du Transvaal avait, jusqu'à la fin des années 1960, son propre bourgmestre, le Kwat, élu durant les fêtes populaires, ajoutant à la joie des kermesses dans une saine atmosphère campagnarde. Le dernier de ces bourgmestres, Victor Van der Maelen habitait au no 2 de la rue Moreels.

### Abords
Dans cette rue ont également habité, aux débuts de la Première Guerre mondiale :
- Hector Gobert (au no 16) et
- Antoine Van Lindt (au no 5)

qui ont aussi donné leur nom à une rue d’Auderghem.
La rue comptait en 1931 pas moins de trois laveuses et quinze repasseuses.